# Zjawisko społeczne
Zjawisko społeczne – zjawisko, fakt społeczny czy proces, który istnieje powstaje i zmienia się w czasie dzięki działaniom zbiorowości społecznych lub grup społecznych. Może występować jedynie, w odczuciu przedstawicieli danej społeczności (nie ma charakteru obiektywnego). Zjawiska społeczne wyróżnione zostały z ogółu zjawisk i przeciwstawione zjawiskom przyrodniczym właśnie ze względu na to, że zjawiska przyrodnicze w przeciwieństwie do społecznych istnieją niezależnie od działań ludzkich.
Florian Znaniecki określał socjologię jako naukę badającą właśnie zjawiska społeczne .